# Joseph Ernst Tunner

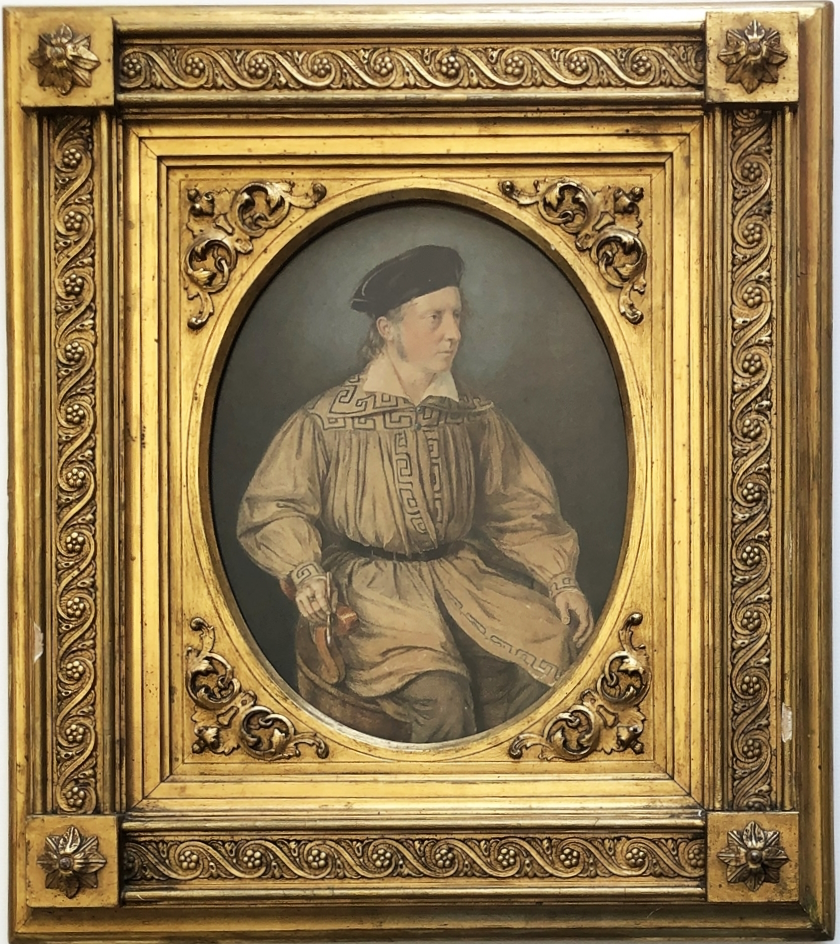
Joseph Ernst Tunner – Selbstporträt

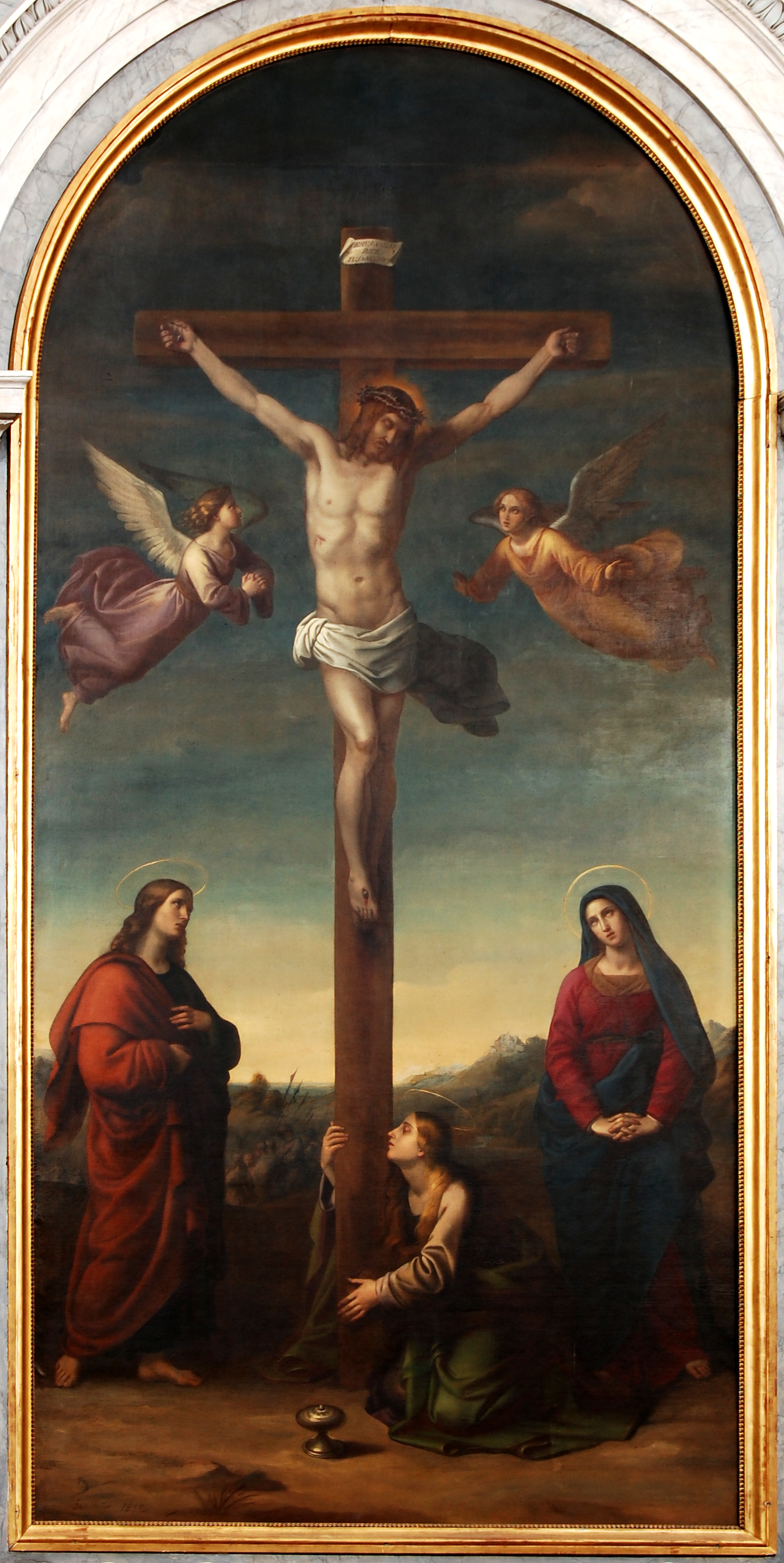
Altarbild Kreuzigung in San Antonio in Triest

Joseph Ernst Tunner, Rufname Joseph, (* 24. September 1792 in Obergraden bei Köflach, Steiermark; † 10. Oktober 1877 in Graz) war ein österreichischer Historien- und Porträtmaler und ist der Kunstrichtung der Nazarener zuzurechnen.

## Leben
Joseph Tunner studierte an der Wiener Akademie. Von 1821 bis 1823 war er in Istrien, danach bis 1831 in Rom und schloss sich Friedrich Overbeck und den Lukasbrüdern an. Er stellte seine Kunst ganz in den Dienst der katholischen Kirche und schuf mehrere Altarbilder für steirische Kirchen. Ab 1840 war er Direktor der Zeichnungsakademie und Bildergalerie in Graz.
Am 29. Juni 1842 heiratete er in Turrach in zweiter Ehe Maria Tunner (1814–1901), die Tochter seines Bruders Peter Tunner (1786–1844). Ihre Töchter waren die Pianistin Marie Tunner (1844–1870) und die Malerin Sylvia Tunner (1851–1907).